# Яан Тальтс
Яан Тальтс (19 травня 1944) — естонський важкоатлет.
Олімпійський чемпіон 1972 року в категорії до 110 кг, срібний призер 1968 року в категорії до 90 кг.
Чемпіон світу 1970 (до 110 кг), 1972 (до 110 кг) років, срібний призер 1968 (до 90 кг), 1969 (до 110 кг) років.
Чемпіон Європи 1968 (до 90 кг), 1969 (до 110 кг), 1970 (до 110 кг), 1972 (до 110 кг) років.